# American Pie Presents: Beta House
American Pie Presents: Beta House, är en amerikansk komedi från 2007 i regi av Andrew Waller med John White i huvudrollen. Filmen, som gavs ut direkt på DVD, hade Sverigepremiär den 12 december 2007. Det är den tredje filmen i spinoffserien om American Pie.
Filmen spelades in i Toronto och Hamilton (några scener på McMaster University), Ontario.

## Rollista (urval)
- John White - Erik Stifler
- Steve Talley - Dwight Stifler
- Christopher McDonald - Mr. Stifler
- Eugene Levy - Noah Levenstein
- Meghan Heffern - Ashley
- Jake Siegel - Mike "Cooze" Coozeman
- Nic Nac - Bobby
- Jonathan Keltz - Wesley
- Bradford Anderson - Jake Parker